# Delft Hyperloop
Delft Hyperloop is een studententeam van de Technische universiteit Delft dat zich richt op onderzoek en ontwikkeling van de Hyperloop.  Het team bestaat uit ongeveer 40 studenten en werkt vanuit de Tu Delft Dream Hall. Elk jaar wordt deelgenomen aan de European Hyperloop Week, een Hyperloop competitie voor studententeams uit de hele wereld.

## Geschiedenis
Delft Hyperloop is opgericht in 2015, naar aanleiding van de Hyperloop pod competition. De hyperloop pod competition was een jaarlijks evenement dat tussen 2015 en 2019 heeft plaatsgevonden. Deze internationale competitie werd georganiseerd door SpaceX naar aanleiding van de white paper van Elon Musk waarin het hyperloop concept werd geïntroduceerd. In 2019 kwam de Hyperloop pod competition tot een einde en heeft Delft Hyperloop tezamen met Swissloop, Hyperloop UPV en HYPED de European Hyperloop Week opgericht. De European Hyperloop Week is een jaarlijkse competitie met als doel het acceleren van de implementatie van de hyperloop. Studenten teams van over de hele wereld kunnen deelnemen aan deze competitie en prijzen behalen voor verschillende categorieën.

## Deelname aan competitie
Tussen 2017 en 2019 heeft Delft Hyperloop deelgenomen aan de SpaceX Hyperloop Pod Competition. De allereerste wedstrijd is daar door het team gewonnen. Vanaf 2021 neemt Delft Hyperloop deel aan de European Hyperloop Week en is ook een van de oprichters van deze wedstrijd. In deze competitie, die elk jaar plaatsvindt, kunnen verschillende awards worden gewonnen.
| Jaar | Pod      | Prijs |
| ---- | -------- | ----- |
| 2017 | DH01     | 1e    |
| 2018 | Atlas 01 | 2e    |
| 2019 | Atlas 02 | -     |

| Jaar | Gastland    | Pod        | Prijzen                                                                                          |
| ---- | ----------- | ---------- | ------------------------------------------------------------------------------------------------ |
| 2021 | Spanje      | DH05       | Mechanical award & Scalability award                                                             |
| 2022 | Nederland   | Helios I   | Complete Pod Design Award & Innovation Award                                                     |
| 2023 | Schotland   | Helios II  | Innovation Award, Mechanical Award, Full-scale Technical Award & Full-scale Socio-economic Award |
| 2024 | Zwitserland | Helios III | Thermal Award, Infrastructure Award & Full-scale Technical Award                                 |

## Prestaties
- In 2024 heeft Delft Hyperloop de eerste baanwissel van Hyperloop ter wereld laten zien.[5]

## Trivia
- Het bedrijf Hardt Hyperloop is ontstaan uit het studententeam Delft Hyperloop